# Daniel Król
Daniel Król (ur. 2 kwietnia 1958 w Ciążeniu) – pułkownik dyplomowany saperów Wojska Polskiego.

## Życiorys
W 1977 roku rozpoczął służbę wojskową jako podchorąży w Wyższej Szkole Oficerskiej Wojsk Inżynieryjnych we Wrocławiu. W 1981 r. objął pierwsze stanowisko służbowe – dowódcy plutonu podchorążych w Szkole Podchorążych Rezerwy. Od 1986 r. dowodził kompanią szkolną w Ośrodku Szkolenia Specjalistów Wojsk Inżynieryjnych w Ełku z przerwą na odbycie Wyższego Kursu Doskonalenia Oficerów Wojsk Inżynieryjnych we Wrocławiu. Następnie objął obowiązki starszego oficera operacyjnego sztabu w 2 Batalionie Inżynieryjnym w Czerwonym Borze. W 1991 ukończył Wojskową Akademię Inżynieryjną w ZSRR. Od 1991 do 1993 służy w 1 batalionie saperów 1 Dywizji Zmechanizowanej na stanowisku szefa sztabu – zastępcy dowódcy batalionu oraz w dowództwie 1 Dywizji Zmechanizowanej jako starszy oficer pionu szkolenia. Następnie odbywa praktykę w Szefostwie Wojsk Inżynieryjnych Warszawskiego Okręgu Wojskowego. Od 1995 do 1998 był dowódcą 15 Mazurskiego batalionu saperów. W 1998 rozpoczął służbę na stanowisku szefa sztabu 2 Mazowieckiej Brygadzie Saperów w Kazuniu. W 2000 objął stanowisko starszego specjalisty w Zarządzie Systemów Organizacyjnych Sztabu Generalnego Wojska Polskiego. W 2002 powrócił do 2 Brygady Saperów na stanowisko zastępcy dowódcy brygady. Następnie pełni obowiązki szefa wojsk inżynieryjnych w Dowództwie Wojsk Lądowych. Od listopada 2007 do października 2011 pełnił obowiązki dowódcy 1 Brygady Saperów w Brzegu. W okresie od 2012 do 2013 ponownie pełni obowiązki Szefa Wojsk Inżynieryjnych w Dowództwie Wojsk Lądowych. Od 2014 był zastępcą Szefa Zarządu Inżynierii Wojskowej Inspektoratu Rodzajów Sił Zbrojnych Dowództwa Generalnego.

## Awanse
- podporucznik – 1981
- porucznik
- kapitan
- major
- podpułkownik
- pułkownik

## Ordery i odznaczenia
- Srebrny Krzyż Zasługi
- Złoty Medal „Za zasługi dla obronności kraju”
- Złoty Medal „Siły Zbrojne w Służbie Ojczyzny” – sierpień 2012
- Srebrny Medal „Za zasługi dla obronności kraju”
- Srebrny Medal „Siły Zbrojne w Służbie Ojczyzny”
- Brązowy Medal „Za zasługi dla obronności kraju”
- Brązowy Medal „Siły Zbrojne w Służbie Ojczyzny”